# 林田五郎・柳家雪江
林家五郎・柳家雪江（はやしだごろう・やなぎやゆきえ）は、昭和期に活躍した、日本の漫才のコンビ。

## 概要
五郎は漫才師では珍しくキリスト教の牧師出身。のち林田多平という旅回りの役者に林田十郎とともに養子になる。1925年から軽口で吉本の寄席に林田十郎らと組む。コンビ名は兵庫の神戸にあった五郎池・十郎池または曾我五郎・十郎に由来。柳家雪江は初代桂春團治門人で最初は桂春江といった。大正末頃から女道楽でひとりで舞台を勤め、後に柳家小雪と組んでいたこともある。
1929年頃コンビ結成。戦中の漫才は和装に鼓・三味線が当たり前の時代、五郎は洋服姿でモダンな社交ダンスや日本舞踊を踊ったり、芝居仕立ての舞踊を踊ったりだとか華やかな芸であった。雪江は女道楽出身だけあってあらゆる邦楽が得意だった。
1939年4月に吉本の中でミスワカナ・玉松一郎が新興演芸部に引き抜かれて以降、数少ない男女コンビで売り出される。
戦後もしばらく舞台に出たが1949年12月、名古屋富士劇場が最後の舞台となり1950年に五郎が覚せい剤（ヒロポン）、睡眠薬の乱用で自宅の京都祇園で死去した、雪江は女道楽で舞台に出ていたが、セミリタイア状態で昭和30年代に初代ミスワカナの娘の3代目ミスワカナ（後の吉本新喜劇座員の三崎希於子）とコンビを組んで舞台を復帰したが10ヶ月ほどで解消する。1963年に雪江が死去。

## メンバー
- 林田五郎（1901年4月 - 1950年1月1日）本名は香川政治。

徳島県出身。
- 柳家雪江（1895年6月15日 - 1963年3月27日）本名は鈴木トヨ。

岡山県出身。夫は曲芸の東洋一郎。